# 英格蘭的困難就是愛爾蘭的機遇到
“ 英格兰的困难是爱尔兰的机遇 ” 是爱尔兰民族主义用语，一直是渴望政治独立的爱尔兰人民“集会口号”。  该口号流行于爱尔兰民族主义的各个政治派别。  1868年， 《伦敦政治评论》将其描述为“ 芬尼主义的含义”。 

## 起源
这句话最早由爱尔兰政治家和天主教徒解放运动者丹尼尔•奥康奈尔 （ Daniel O'Connell ）使用。  后来口号也和John Mitchel产生关系。 

## 反应
爱尔兰民族主义者曾几次利用英国发生危机时发动叛乱， 但由于种种原因，他们未能把握1857年印度叛乱带来的机会。  1914年，第一次世界大战爆发，战争被视为发动叛乱的机会，最终爱尔兰人也在1916年发动起义 。   爱尔兰在第二次世界大战期间实施紧急状态。有爱尔兰共和党人使用上述口号，藉此提倡拉拢对英国交战的德国。   根据1998年在《 爱尔兰美国 》的一篇文章，该口号“不是每个爱尔兰人都接受”。 
爱尔兰共和党兄弟会等爱尔兰民族主义者不接受口号内容。他们认为流血冲突更能使民众关注爱尔兰民族运动，有助爱尔兰民族主义者达成目标。  奥多诺万·罗萨（O'Donovan Rossa）批评使用该口号的人都是“骗徒”。口号变成等待“困难”来临而不做任何事情的藉口，而且人们也没有利用英格兰面对困难时带来的各种“机会”。  在詹姆斯·史蒂芬斯 （ James Stephens）的传记中，玛尔塔·拉蒙（Marta Ramón）写道，一般而言，该口号的潜台词是“静以待时”，但是斯蒂芬斯反对这种想法。 
人们谈到这句口号时，一般认为爱尔兰和英格兰的利益互相冲突，但是亨利·克里斯托弗·格拉坦·贝勒爵士三世（Sir Henry Christopher Grattan-Bellew）在1898年的《 新爱尔兰评论 》（New Ireland Review）一篇文章中提议要重新定义改口号，加入“更友好和健康”的含义，藉此减低爱尔兰与英格兰达成互惠互利状态的难度。 
希尼曾经以“英国的困难”为题写了一首诗歌，并载入诗集《站 》里。他指出北爱尔兰问题，英格兰面对困难所带来的机会，其实也让很多爱尔兰人受害，所以爱尔兰人觉得好像双重间谍那样，游走于多个效忠对象。 